# Pablo Scapigliati
Pablo Scapigliati (Barcelona, 2000) és un actor català.
Pablo Scapigliati va estudiar Art Dramàtic a Nancy Tuñon. Al llarg de la seva trajectoria professional ha participat en diversos projectes de teatre i cinema com Joc de Nens. En cinema i televisió destaquen Com si fos ahi (TVE3), El Bus (Netflix). El 2021 va rodar Una Joc de Nens amb el director Rubén Sánchez y va ser estrenada a Filmin, Prime Vídeo i FlixOlé.

## Filmografia[calcitació]
| Any  | Pel·lícula      | Paper |
| ---- | --------------- | ----- |
| 2015 | Com si fos ahir |       |
| 2021 | Joc de nens     | Marc  |
| 2023 | "El Bus"        | Pablo |